# Latkóc
Latkóc (szlovákul Látkovce) Zayugróc község településrésze, egykor önálló község Szlovákiában, a Trencséni kerületben, a Báni járásban.

## Fekvése
Bántól 12 km-re keletre, Zayugróctól 4 km-re délkeletre fekszik.

## Története
A latkóci birtokot már 1113-ban a Nyitra melletti zobori apátság oklevele is megemlíti. A települést 1364-ben említik először. Birtokosai a zobori apátság, majd a Latkóczy család, később a Zablathy család voltak. A Latkóczy család legjelesebb tagja Latkóczy Pál 1485-ben Ugróc várának kapitányi tisztét töltötte be. 1598-ban 23 ház állt a településen. 1784-ben 22 házában 35 családban 140 lakos élt.
A 18. század végén Vályi András így ír róla: „LATKÓCZ. Tót falu Trentsén Várm. földes Urai Latkóczy, és több Uraságok, lakosai katolikusok, fekszik Viszotsánnak szomszédságában, mellynek filiája, határja sovány.”
1828-ban csak 8 háza volt 195 lakossal, akik főként mezőgazdasággal, juhtenyésztéssel, gyümölcstermesztéssel foglalkoztak. A Náchlinger család birtokában állt.[forrás?]
Fényes Elek 1851-ben kiadott geográfiai szótárában így ír a faluról: „Latkócz (Kis), tót falu, Trencsén vmegyében, Nyitra vmegye szélén: 151 kath., 12 evang., 6 zsidó lak. Erdeje ennek is sok F. u. az ugróczi uradalom, és a Latkóczy nemes fam.”
1918-tól szeszfőzde működött a községben. A trianoni diktátumig Trencsén vármegye Báni járásához tartozott.
1968-ban csatolták Zayugróchoz.

## Népessége
1880-ban 55-en lakták, ebből 3 magyar és 51 szlovák anyanyelvű volt.
1890-ben 72 lakosából 2 magyar és 67 szlovák anyanyelvű volt.
1900-ban 86-an lakták: 4 magyar, 1 német és 81 szlovák anyanyelvű; ebből 71 római katolikus és 15 evangélikus vallású volt.
1910-ben 63-an lakták, ebből 5 magyar, 3 német, 45 szlovák és 10 egyéb anyanyelvű volt.
1921-ben 70 lakosából 67 csehszlovák, 1 német és 2 egyéb nemzetiségű; ebből 55 római katolikus és 15 evangélikus vallású volt.
1930-ban 54 lakosa mind csehszlovák; ebből 53 római katolikus és 1 evangélikus vallású volt.
2001-ben Zayugrócot 1523-an lakták, ebből 1508 szlovák és 5 magyar volt.

## Külső hivatkozások
- Hivatalos oldal
- Latkóc Zayugróc honlapján
- Latkóc a térképen

## Lásd még
- Zayugróc